# NGC 3859
NGC 3859 é uma galáxia espiral (S?) localizada na direcção da constelação de Leo. Possui uma declinação de +19° 27' 17" e uma ascensão recta de 11 horas, 44 minutos e 52,4 segundos.
A galáxia NGC 3859 foi descoberta em 23 de Março de 1884 por Édouard Jean-Marie Stephan.